# Південний руський збірник
Южный русский сборник (рос. дореф. Южный русскій зборникъ) — український літературний альманах, укладений і виданий у Харкові 1848 року Амвросієм Метлинським, на той час ад'юнкт-професором Харківського Імператорського університету.
Альманах складається з п'яти розділів-книжок по 50-100 сторінок, загальний обсяг видання — 380 сторінок. Кожна книжка має власну нумерацію сторінок.
Крім літературних творів «Южный русский сборник» містить написані Метлинським передмову з поясненням мети видання, довідку з використаного правопису з його обґрунтуванням («Правопис південно-руської мови, або наріччя») та короткі довідки про авторів на початку кожного розділу.
Окремі книжки мають такий вміст:
Книжка I
- Передмова;
- Пояснення використаного в альманасі правопису української мови з аналізом правописів, використаних в інших виданнях 30-40-х років XIX століття;
- Збірка віршів Амвросія Метлинського «Думки і пісні»;
- Збірка віршів Михайла Петренка «Думи та співи» («Дивлюсь я на небо, та й думку гадаю…», «Чого ти, козаче, чого ти, бурлаче» та інші.)[2]

Книжка II
- Гумористична поема Стефана Александрова «Вовкулака, українське повір'я».

Книжка III
- Поема Михайла Макаровського «Наталя, або дві долі разом».

Книжка IV
- Повість Михайла Макаровського «Гарасько, або Талант і в неволі».

Книжка V
- Драма Григорія Квітки-Основ'яненка «Щира Любов, або милий дорожче щастя»;
- Стаття Амвросія Метлинського «Відомості про життя автора драми „Щира Любов“», присвячена Г. Квітці-Основ'яненку.